# Vartholomio
Vartholomio (in greco Βαρθολομιό?) è un ex comune della Grecia nella periferia della Grecia Occidentale (unità periferica dell'Elide) con 5.348 abitanti secondo i dati del censimento 2001.
È stato soppresso a seguito della riforma amministrativa, detta Programma Callicrate, in vigore dal gennaio 2011 ed è ora compreso nel comune di Pineios.

## Località
Vartholomio è suddiviso nelle seguenti comunità (i nomi dei villaggi tra parentesi):
- Dimitra (Dimitra, Regklaiika)
- Kalyvia Myrtountion
- Lygia (Lygia, Arkoudi, Glyfa, Paralia)
- Machos
- Vartholomio (Vartholomio, Agios Panteleimonas, Vationa, Vranas, Thines, Kokkala, Romeika, Stroumpouli)